# Chitán de Navarretes
Chitán de Navarretes ist eine Ortschaft und eine Parroquia rural („ländliches Kirchspiel“) im Kanton Montúfar der ecuadorianischen Provinz Carchi. Die Parroquia besitzt eine Fläche von 36,59 km². Die Einwohnerzahl lag im Jahr 2010 bei 618.

## Lage
Die Parroquia Chitán de Navarretes liegt in den Anden im Norden von Ecuador. Das Areal wird über den Río Apaquí zum Río Chota entwässert. Der etwa 2800 m hoch gelegene Hauptort befindet sich 5,5 km ostnordöstlich vom Kantonshauptort San Gabriel.
Die Parroquia Chitán de Navarretes grenzt im Norden an die Parroquia Tufiño und an das Municipio von Tulcán (beide im Kanton Tulcán), im Osten an die Parroquia Pioter (Kanton Tulcán), im Südosten an die Parroquia Santa Martha de Cuba (Kanton Tulcán), an das Municipio von Huaca (Kanton San Pedro de Huaca) und an die Parroquia Fernández Salvador, im Südwesten und im Westen an die Parroquia Cristóbal Colón sowie im äußersten Nordwesten an das Municipio von San Gabriel.

## Orte und Siedlungen
In der Parroquia gibt es die Comunidades Loma San Pedro und Mata Redonda sowie die Barrios Centro, Cooperativa de Vivienda Unión Chitanense, San José, Santa Clara und Urbanización Nuevo Horizonte.

## Geschichte
Die Gründung der Parroquia Chitán de Navarretes wurde am 11. Februar 1963 im Registro Oficial N° 379 bekannt gemacht und damit wirksam.